# Passerelle de l'Abreuvoir
La passerelle de l'Abreuvoir est un petit pont métallique qui enjambe l'Ill à Strasbourg, dans le quartier de la Krutenau. Reliant la ruelle de l'Abreuvoir au quai des Bateliers, en face du no 34, elle est réservée aux piétons et aux cyclistes.

## Histoire

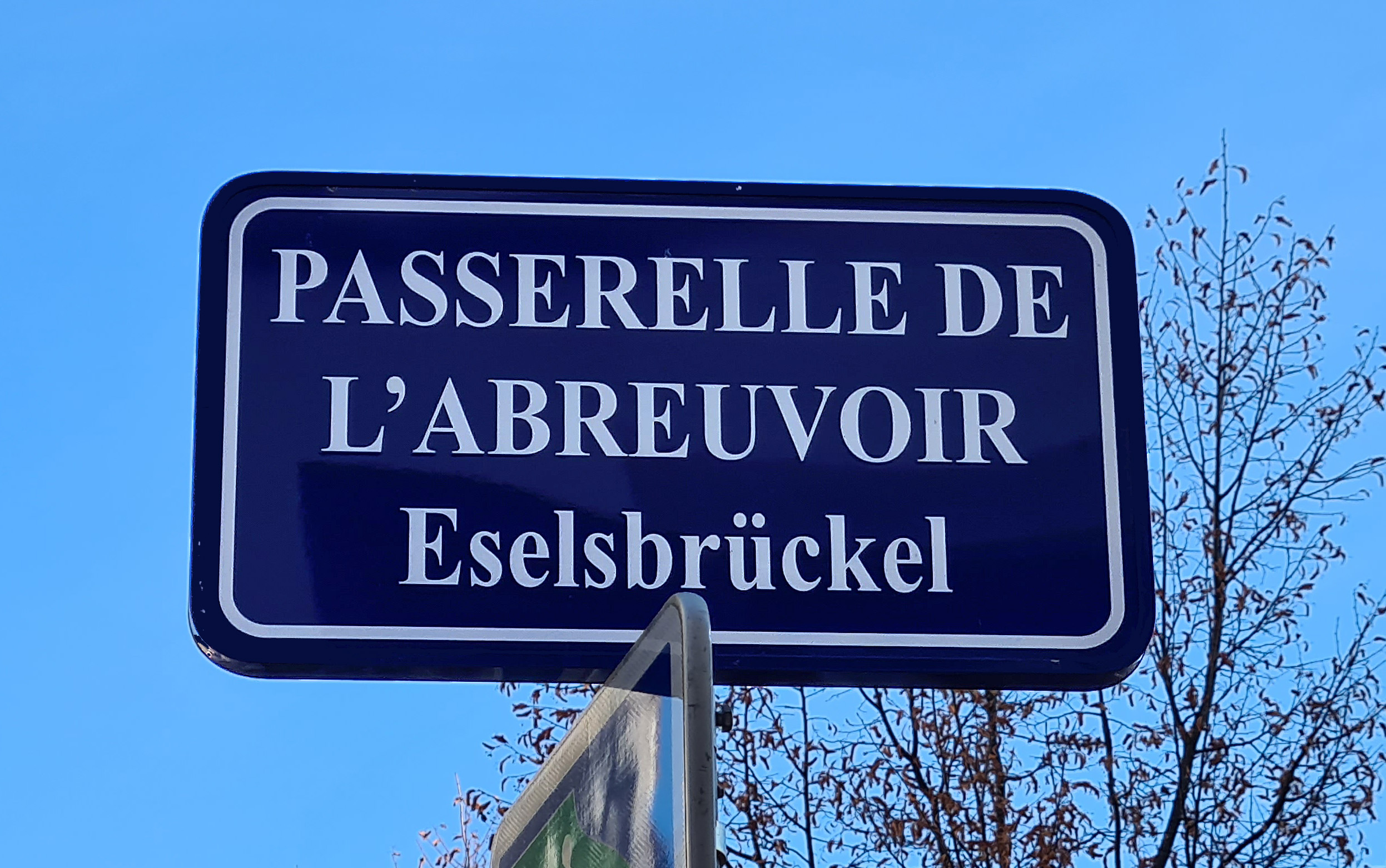
Plaque bilingue, en français et en alsacien.

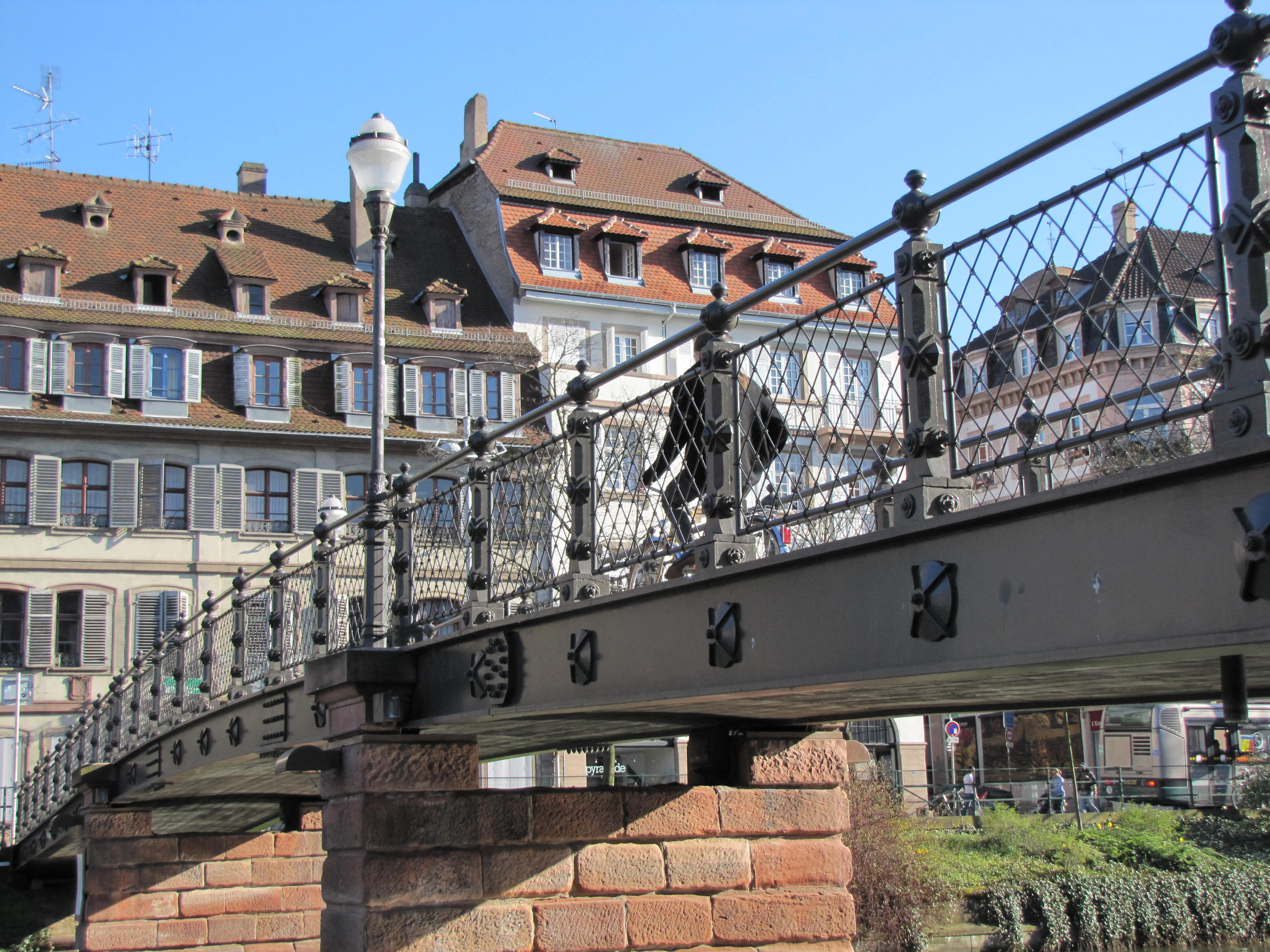
Gros-plan sur la structure métallique

L'ouvrage a été construit en 1905, mais le tablier en fer, très abîmé et corrodé, a été démoli puis remplacé à l'identique en 2006, à l'exception des piles en grès rose.
Connue sous le nom de « Tränkgässelbrücke » d'abord en 1905, puis en 1940, elle prend son nom français en 1927 et le recouvre à la Libération.